# Vortemælk-familien
Vortemælk-familien (Euphorbiaceae) er en plantefamilie, som er udbredt over hele kloden undtagen de arktiske områder. Familien har ca. 320 slægter og 7900 arter. De har næsten altid hele blade, og i stænglerne findes karsystemer med mælkesaft eller garvestoffer. Blomsterne er oftest små med mere eller mindre reducerede kron- og bægerblade. Frugten er en kapsel eller spaltefrugt. I Danmark forekommer kun slægterne Vortemælk og Bingelurt, men flere andre slægter har stor økonomisk betydning.
| Slægter |

- Acalypha
- Bingelurt (Mercurialis)
- Kroton (Croton)
- Maniok-slægten (Manihot)
- Paragummitræ (Hevea)
- Rafflesia[1] (herunder kæmpeblomsten Rafflesia arnoldii)
- Ricinus
- Talgtræ (Sapium)
- Vortemælk (Euphorbia)